# Josef Silný
Josef Silný (ur. 23 stycznia 1902 w Kromieryżu, zm. 15 maja 1981) – czechosłowacki piłkarz narodowości czeskiej występujący na pozycji napastnika, reprezentant Czechosłowacji w latach 1925–1934, srebrny medalista Mistrzostw Świata 1934, trener piłkarski.

## Kariera klubowa
Karierę zaczynał w klubie SK Hanácká Slavia Kroměříž. W 1923 został piłkarzem Slavii (mistrzostwo kraju w 1925), w 1926 przeszedł do odwiecznego rywala – Sparty Praga. Ze Spartą dwukrotnie był mistrzem Czechosłowacji (1927 i 1932), w 1927 triumfował w Pucharze Mitropa. W 1933 odszedł do francuskiego Nîmes Olympique. Po powrocie do kraju grał w AFK Bohemians. Łącznie w pierwszej lidze czechosłowackiej zdobył 113 bramek.

## Kariera reprezentacyjna
W reprezentacji Czechosłowacji zagrał 50 razy i strzelił 28 bramek. Debiutował 28 października 1925 w meczu z Jugosławią, ostatni raz zagrał w 1934. Wystąpił na Mistrzostwach Świata 1934, gdzie zaliczył 1 mecz przeciwko Rumunii (2:1) i wywalczył ze swoją reprezentacją srebrny medal.

## Sukcesy

### Zespołowe
Czechosłowacja
- wicemistrzostwo świata: 1934

Slavia Praga
- mistrzostwo Czechosłowacji: 1925

Sparta Praga
- mistrzostwo Czechosłowacji: 1927, 1931/32
- Puchar Mitropa: 1927

### Indywidualne
- król strzelców ligi czechosłowackiej: 1930/31 (18 goli)